# Leptogaster texana
Leptogaster texana är en tvåvingeart som beskrevs av Stanley Willard Bromley 1934. Leptogaster texana ingår i släktet Leptogaster och familjen rovflugor.
Artens utbredningsområde är Texas. Inga underarter finns listade i Catalogue of Life.